# Toketoke
Toketoke ist ein winziges Felseneiland im Nordwesten von Tongatapu im Pazifik. Sie gehört politisch zum Königreich Tonga.

## Geografie
Das Motu liegt im Nordwesten des Archipels in der Maria Bay, ungefähr auf derselben geographischen Breite wie Niu ‘Aunofo Point im Westen und Tufuka (Tufaka) im Osten. weiter nördlich liegt ʻAtatā. Das Riff Kakau Tapu Reef bildet im Nordwesten den äußersten Riffsaum von Tongatapu.

## Klima
Das Klima ist tropisch heiß, wird jedoch von ständig wehenden Winden gemäßigt. Ebenso wie die anderen Inseln der Tongatapu-Gruppe wird Toketoke gelegentlich von Zyklonen heimgesucht.